# Iván Arenas Gualda
 Iván Arenas Gualda (31 de octubre de 1990) es un extenista profesional español.

## Carrera
Su mejor ranking individual es el Nº 353 alcanzado el 19 de mayo de 2014, mientras que en dobles logró la posición 209 el 20 de julio de 2015.
No logró títulos de la categoría ATP ni de la ATP Challenger Tour, aunque sí obtuvo varios títulos Futures tanto en individuales como en dobles.